# Socialisme liberal
El socialisme liberal és una filosofia política socialista que inclou principis liberals. El socialisme liberal no té l'objectiu d'abolir per complet el capitalisme i la seva substitució per l'economia socialista; en canvi, és compatible amb una economia mixta, que inclou tant la propietat pública com la privada dels mitjans de producció.
Encara que el socialisme liberal afavoreix inequívocament una economia de mercat, identifica els monopolis legals i artificials com la veritable culpa del capitalisme i, per tant, s'oposa totalment al liberalisme econòmic laissez faire desregulat. Considera que la llibertat i la igualtat han de ser compatibles i mútuament dependents entre si. El socialisme liberal ha estat especialment prominent en les polítiques britànica i italiana, i en els anys 30 a l'Argentina.